# Cerámica Ru

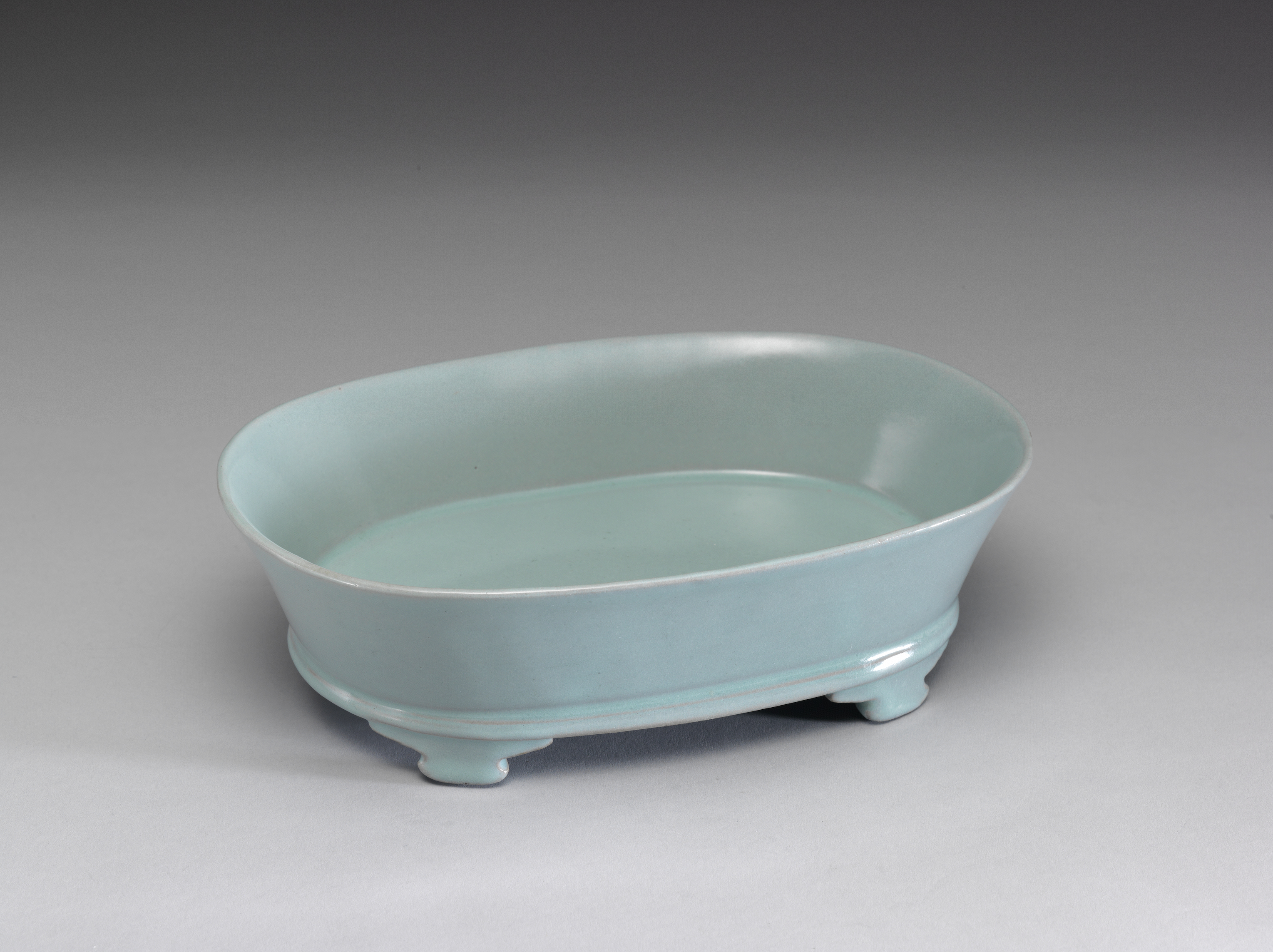
Cuenca de narciso con luz glaseado azul-verde, Museo Nacional del Palacio

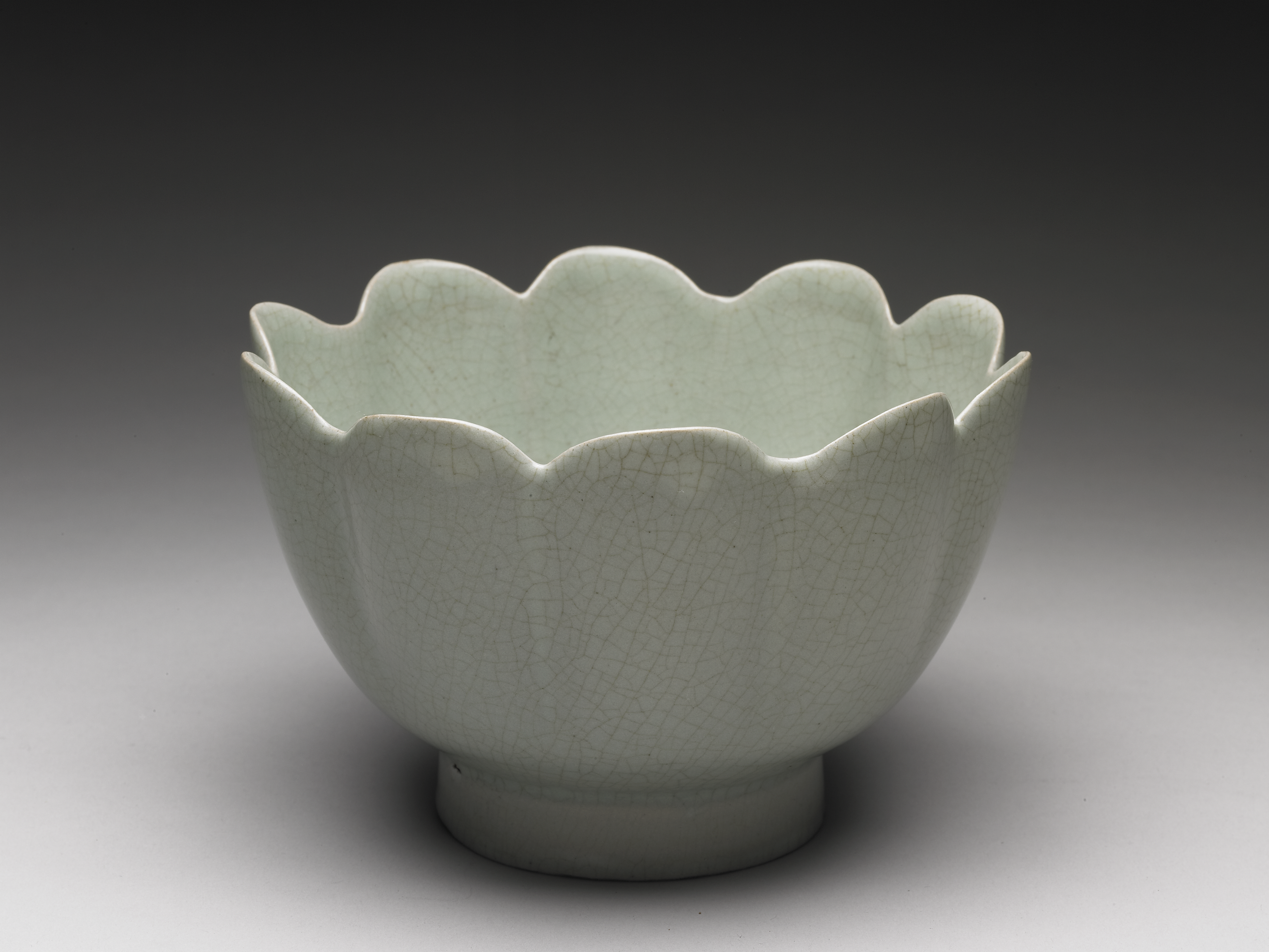
Bol de calentamiento en forma de flor con luz glaseado azulado-verde, Museo Nacional del Palacio

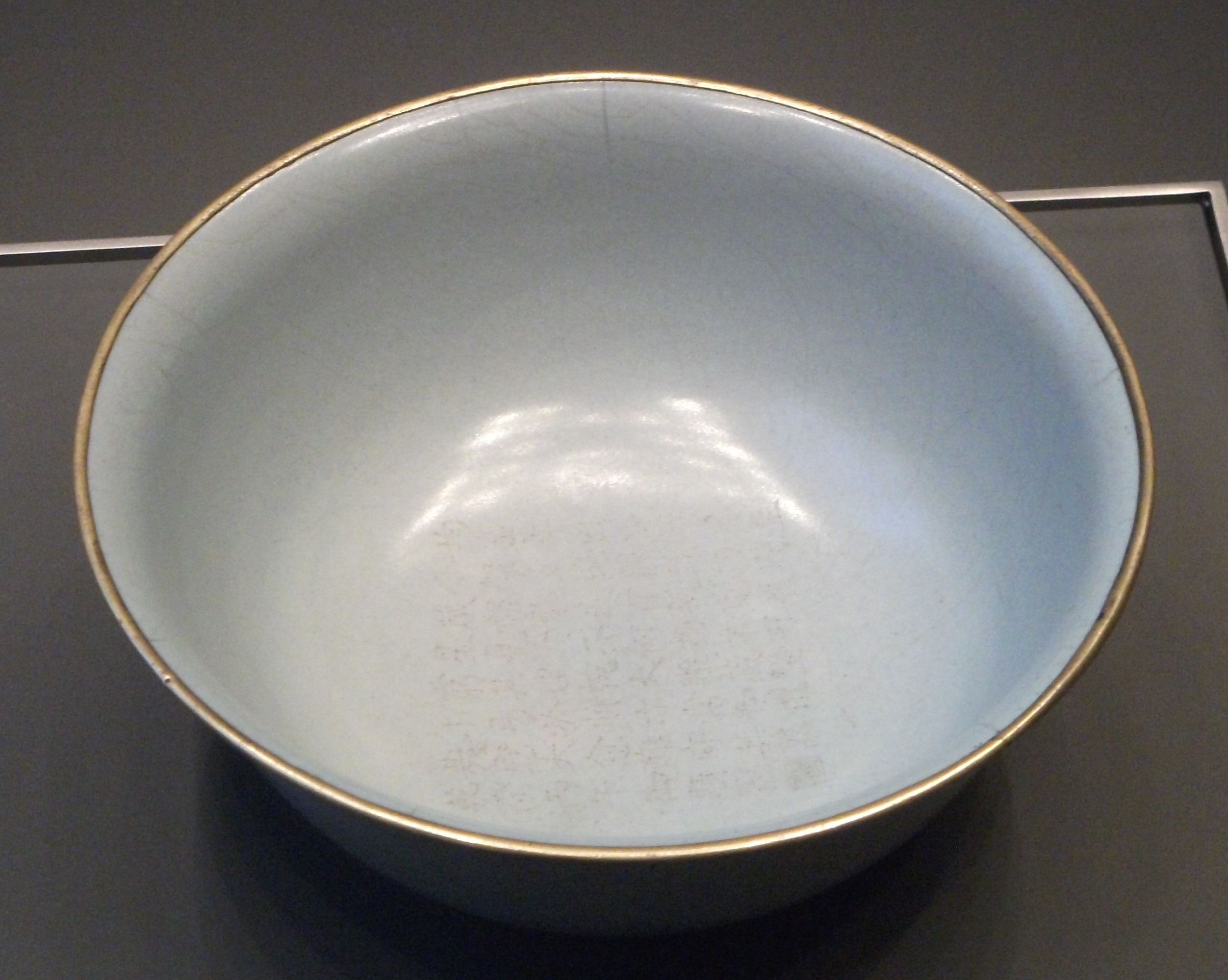
Cuenco Ru, con borde metálico, Museo Británico.

La cerámica Ru o cerámica oficial Ru (en chino tradicional: 汝窯 en chino simplificado:汝窑 en pinyin: Yao Rǔ) es un tipo famoso y extremamente raro de cerámica china de la dinastía Song, producido para la corte imperial durante un breve periodo alrededor del 1100. Sobreviven menos de 100 piezas, aunque hay imitaciones posteriores que no coinciden por completo con el original. Muchas de las cerámicas Ru poseen un esmalte de color azul pálido distintivo, nombrado «huevo de pato» o «como el azul del cielo en un claro entre las nubes después de la lluvia», de acuerdo con un experto medieval, y sin decoración, aunque sus colores varían hasta uno de color verdeceledón. La producción constaba de cuencos, probablemente utilizados para el lavado de pinceles, botellas de vino (hoy llamadas jarras), vasos pequeños e incensarios. Puede considerarse como una forma particular de los productos de celadón.
Las cerámicas Ru pertenecen a uno de los cinco grandes hornos identificados por los escritores chinos posteriores. Esta cerámica se reservaba para la corte imperial y, según una fuente contemporánea, solamente aquellas piezas que fueron rechazadas estaban dirigidas a un mercado más amplio. La fuente, Zhou Hui, afirma además, que el esmalte contendía ágata, y cuando fue descubierto la ubicación del horno, en las últimas décadas del novecientos, de hecho había en las proximidades una mina de ágata rica con sílice, un componente normal de los esmaltes.
Esta cerámica es quizás la primera «cerámica oficial» especialmente encargada para la corte imperial. Parece que se practicó un escrutado análisis de grandes cantidades de cerámica que llegó a la corte, solo conservando algunas y la redistribución de las restantes formó parte de las generosas donaciones destinadas a funcionarios de los tribunales, a los templos, a los soberanos extranjeros, y quizás con algunas se procedió a su venta. La producción acabó cuando, poco después, los hornos fueron ocupados por invasores que conquistaron a la dinastía Song norteña en 1120; la cerámica todavía permaneció con su fama y fue muy buscada. 

## Características

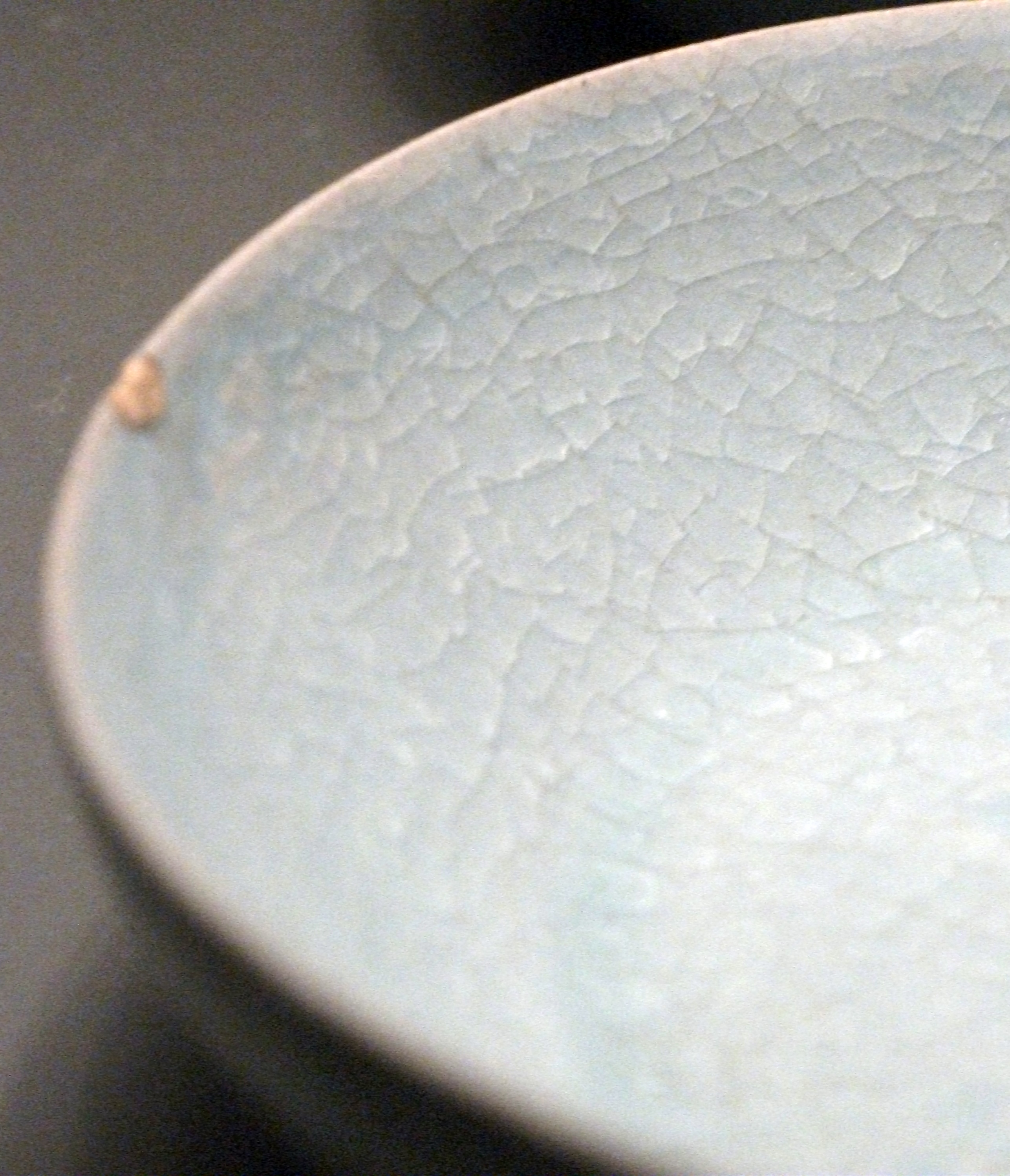
Un primer plano con grietas en el esmalte, Percival David Collection.

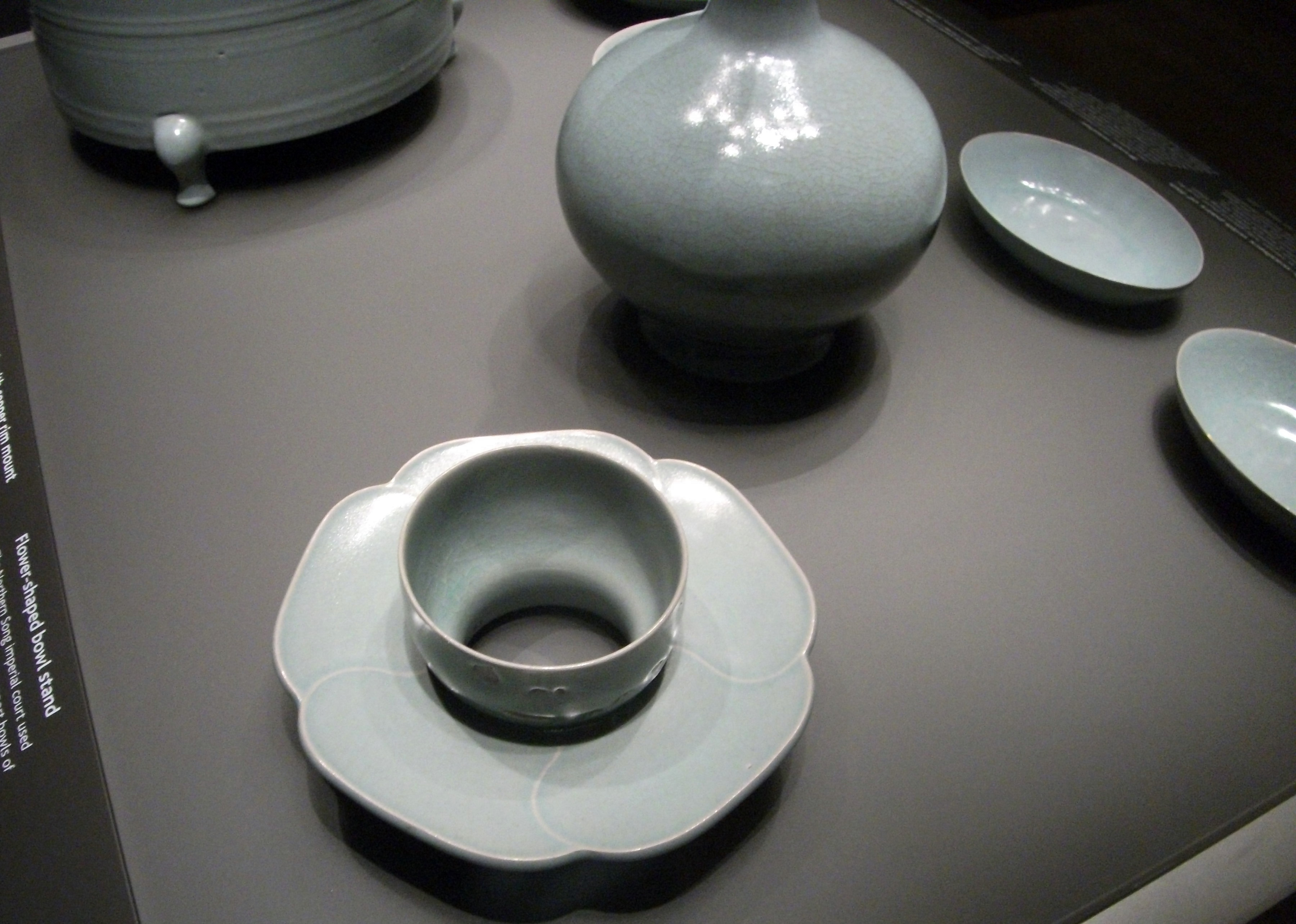
Platillos bajo tazas sin fondos y otras formas Ru, Percival David Collection.

Tres cuencos verdosos en el Museo de Shanghái. Este tipo se describe a menudo como un recipiente para lavar pinceles. En la base se encuentran señales de cinco «semillas de sésamo».

Los ejemplares son, en su mayoría, muy escasos, y consisten en copas, incensarios, o recipientes pequeños. Hay un pequeño número de «vasos de narciso» en forma oval, utilizado como vasos para esta flor. Muchas piezas tienen un fino esmalte sobre la superficie de las grietas, aunque hay algunas pruebas que muestran que la cerámica más admirada eran las que no tenían este tipo de imperfecciones, no intencionadas. Estas no son simples formas de cerámica, puesto que se derivan de otros soportes realizados en objetos de metal y laca, entre los que se encuentran los platillos de bajo taza sin fondo, es tan común entre los objetos de cerámica como entre los de los materiales antes mencionados. Poquísimos ejemplares tienen decoración con un motivo floreal ligeramente imprimido.
El esmalte era aplicado en varias capas, y tanto en la parte superior e inferior de las piezas, por contraste con su rival la cerámica Ding, esmaltada solo en la parte superior y con un borde áspero sin esmaltar, a menudo cubierto con una abrazadera de metal. Las cerámicas Ru se mantuvieron alejadas de la superficie de la arcilla refractaria de la chimenea del horno estando apoyadas en tres o cinco pequeños acicates o púas, presumiblemente, de metal, que dejaron pequeñas manchas oval sin esmaltar nombradas «semillas de sésamo» en la parte inferior. Los colores varían, y fueron divididos y clasificados por los eruditos chinos como «cielo azul», «azul claro» y «huevo-azul», en cada caso, utilizando la palabra china «Qing», que puede cubrir tanto la palabra azul como verde.

## Galería

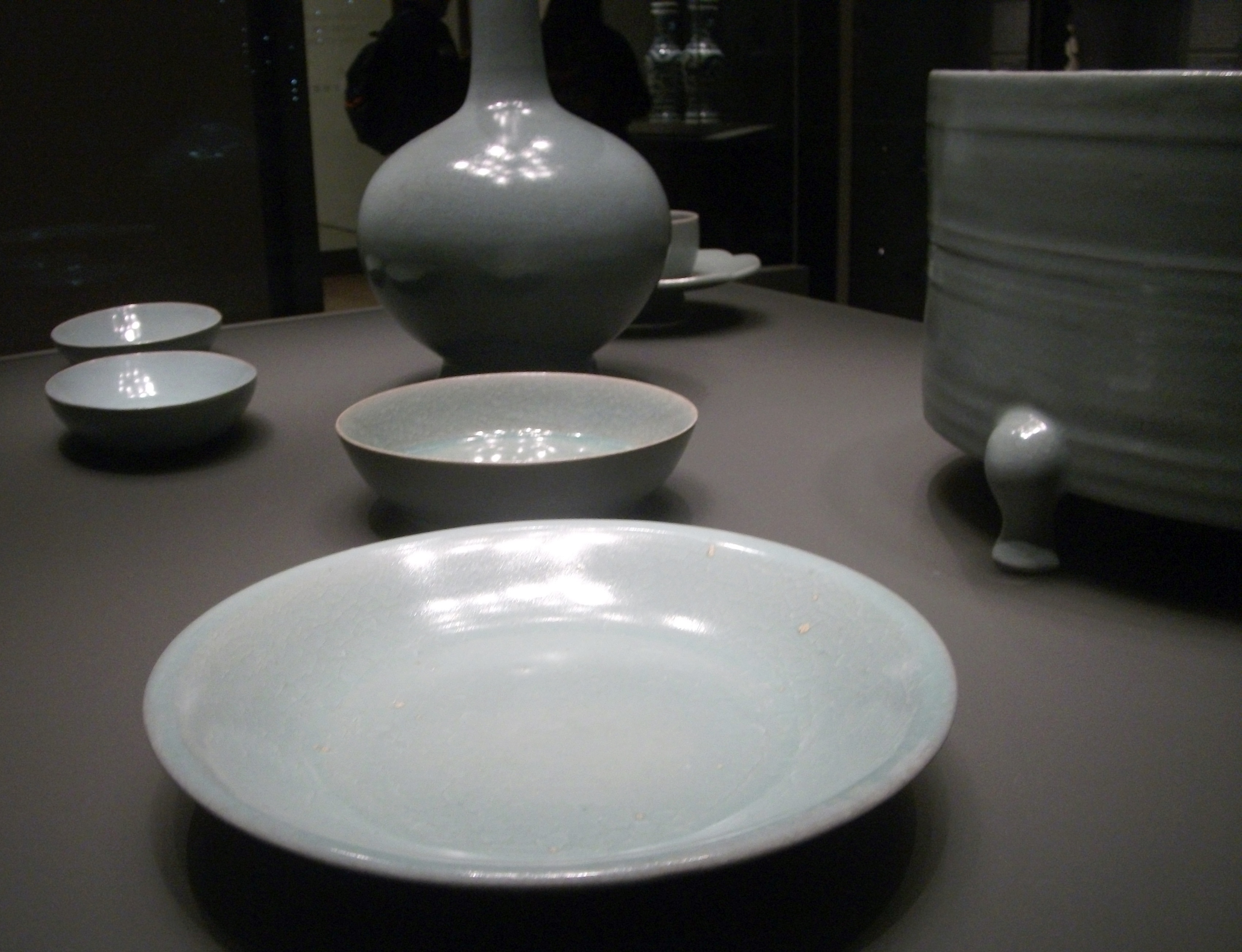
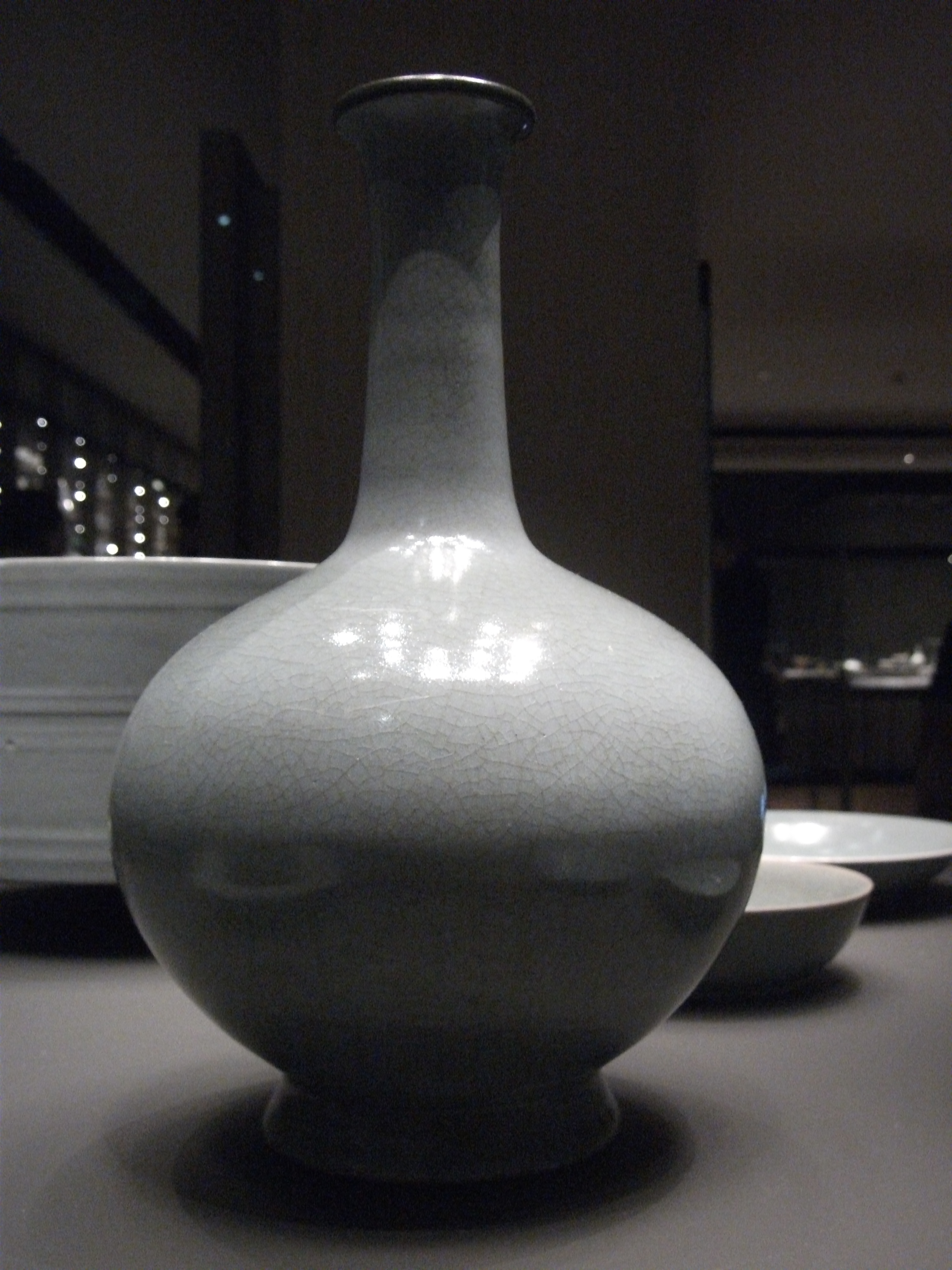
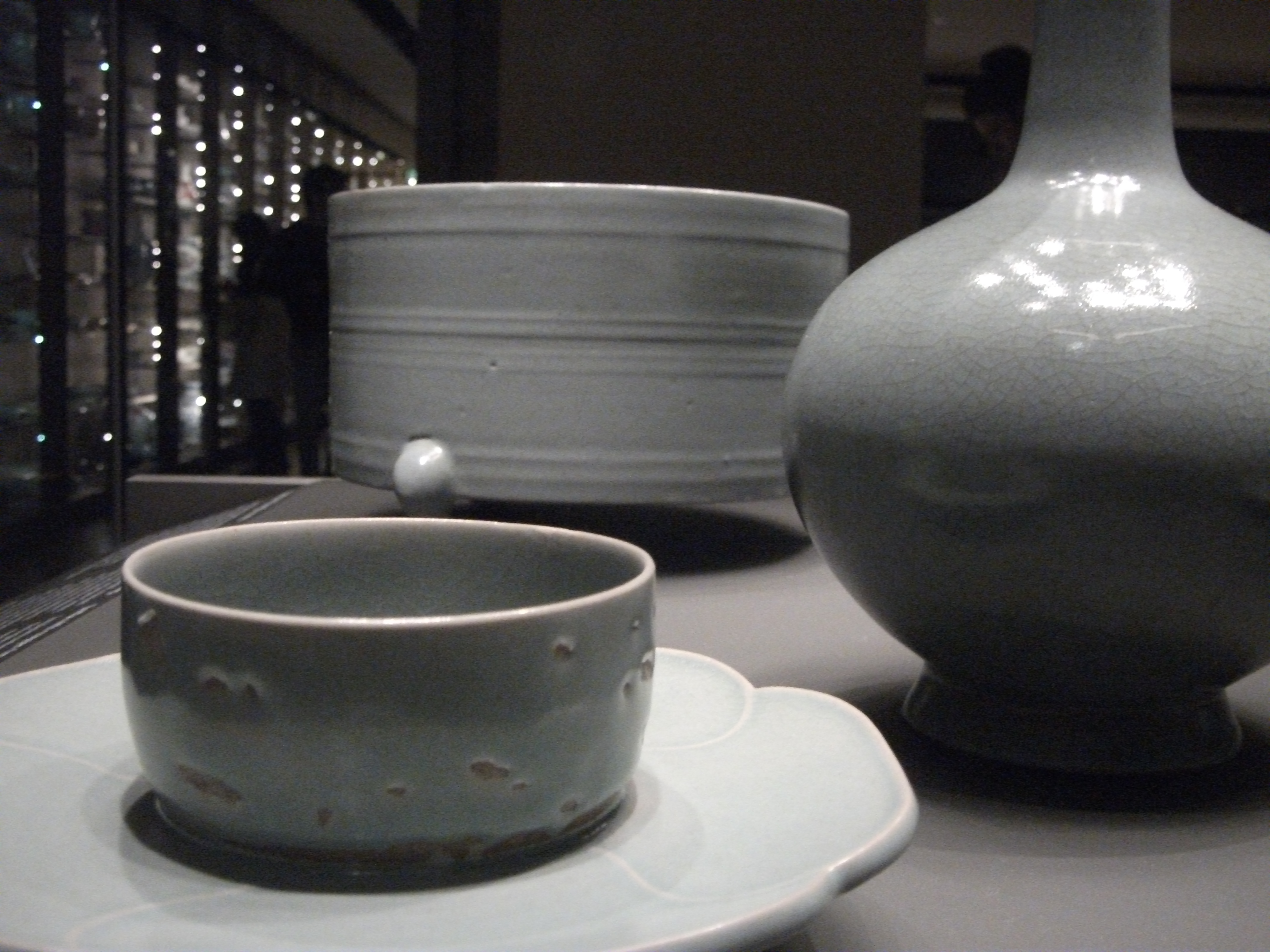
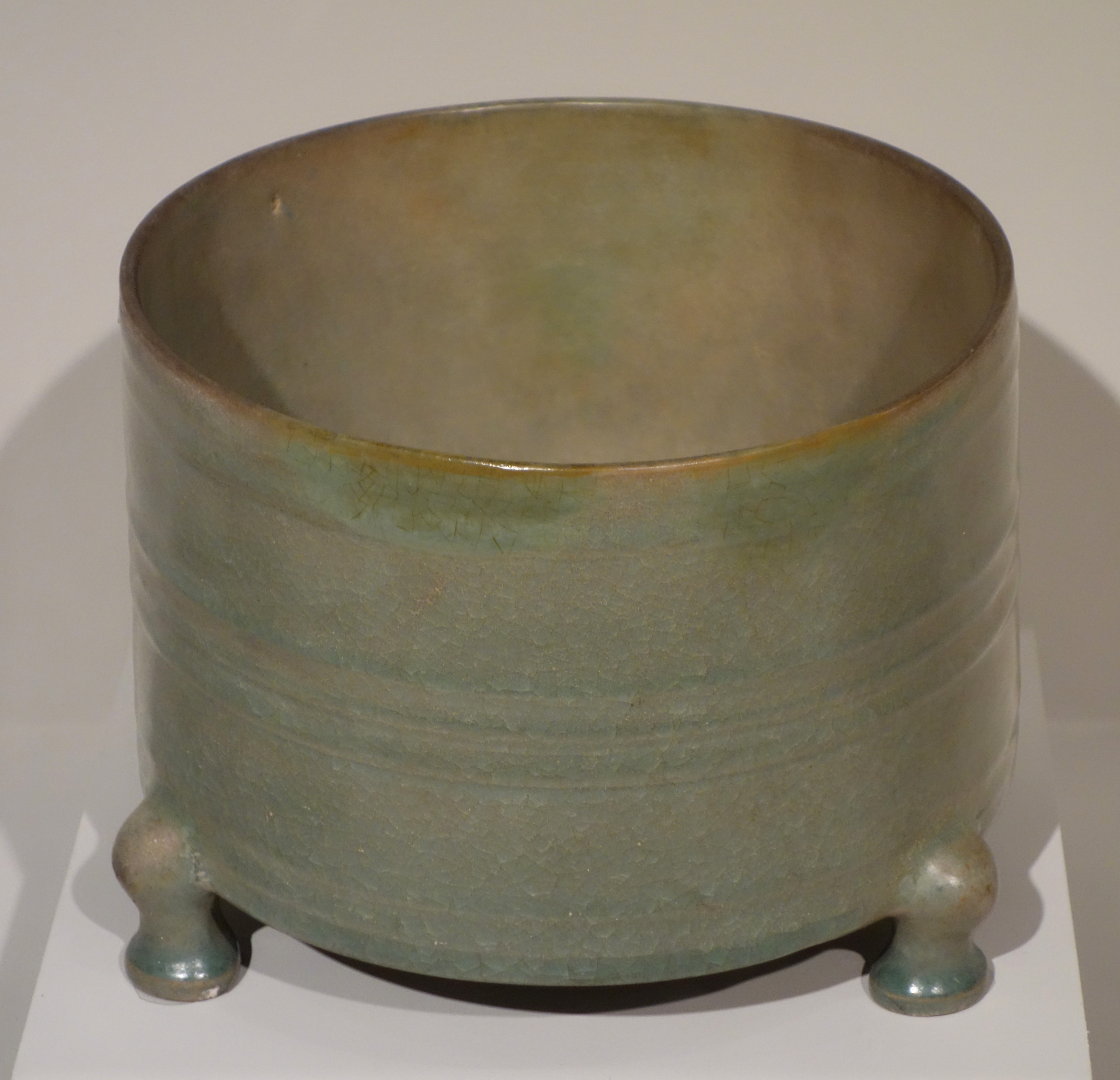
Pote trípode, Song del norte, a finales del siglo XI o comienzos del siglo XII, Museo de Arte de Cincinnati.